# Pulverbettbasiertes Schmelzen

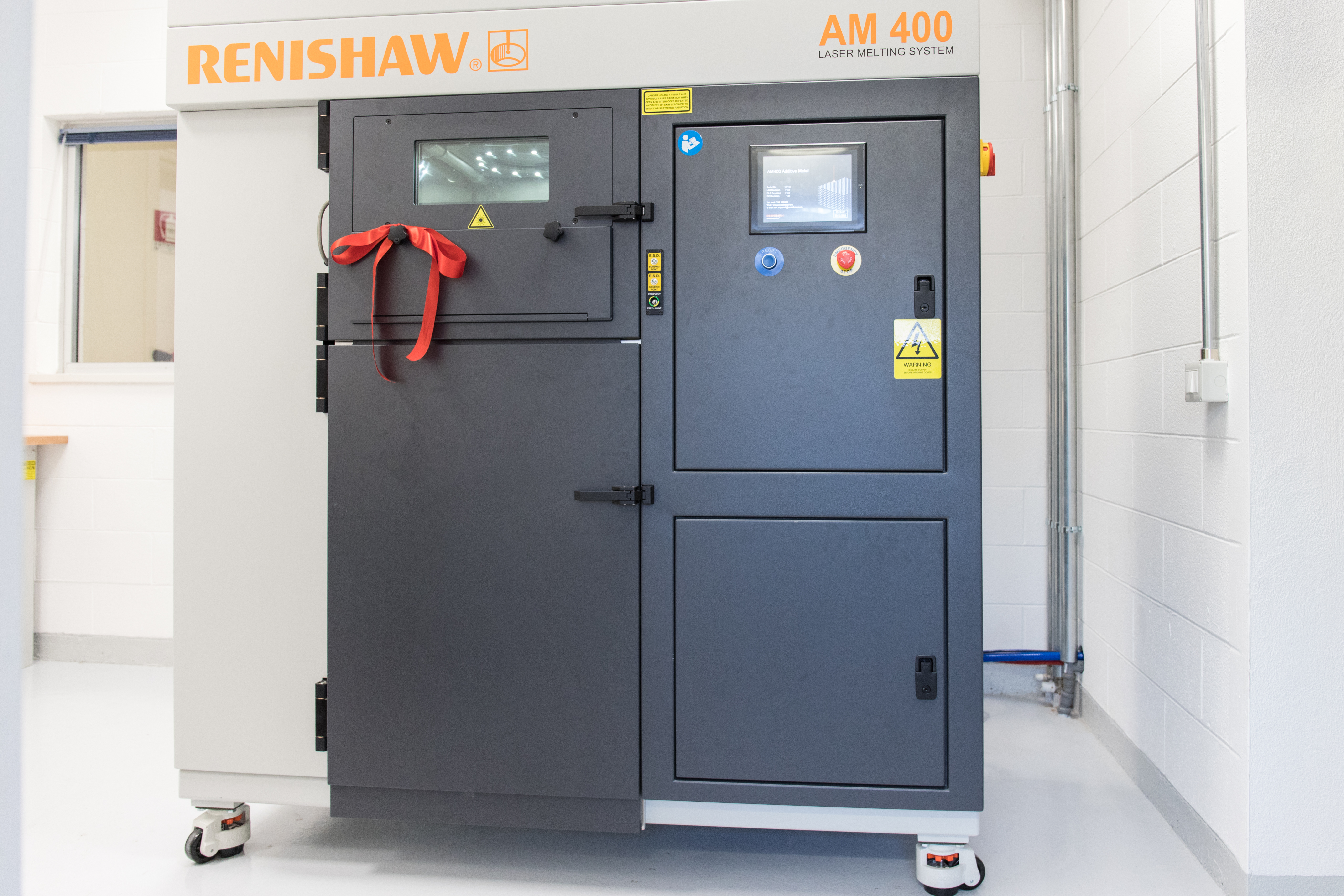
Laser-Strahlschmelzanlage aus der Kategorie des Pulverbett basierten Schmelzens

Das Pulverbett basierte Schmelzen ist eine Kategorie an Additiven Fertigungsverfahren gemäß der Norm DIN EN ISO 52900:2022-03. Bei den Additiven Fertigungsverfahren wird Material, in der Regel Schicht für Schicht, zusammengefügt um Werkstücke aus 3D-Modelldaten zu erzeugen. Zu den Verfahren dieser Kategorie zählen die Fertigungsprozesse, bei denen thermische Energie selektiv Regionen eines Pulverbettes verbinden oder verschmelzen.
Zu den verwendeten Werkstoffen zählen Metall und Kunststoff in Pulverform und  Pulvergemische aus Kunststoff und Sand, Keramik oder Metall. Die Energieeinbringung findet durch Laser, LED, Elektronenstrahl oder Wärmestrahlung statt.

## Verfahren und Bezeichnungen
In diese Kategorie fallen unter anderem folgende Verfahren und Bezeichnungen:

### Pulverbettbasiertes Schmelzen von Metallen mittels Laserstrahl
Bei diesen Verfahren wird in einer Gasatmosphäre oder Vakuum mittels Laserstrahl Metallpulver aufgeschmolzen und daraus eine Bauteilschicht generiert. Hierunter fallen unter anderem Verfahren mit den folgenden Bezeichnungen:
- Laser-Strahlschmelzen[4]
- Selective Laser Melting / SLM
- Laser Beam Melting / LBM
- Direct Metal Printing / DMP
- Direct Metal Laser Sintering / DMLS
- LaserCusing
- Laser Melting
- Laser Metal Fusion / LMF[5]

### Pulverbettbasiertes Schmelzen von Metallen mittels Elektronenstrahl
Bei diesen Verfahren wird in einer Vakuumatmosphäre mittels Elektronenstrahl Metallpulver aufgeschmolzen und daraus eine Bauteilschicht generiert. Hierunter fallen unter anderem Verfahren mit den folgenden Bezeichnungen:
- Elektronen-Strahlschmelzen[4]
- Electron Beam Melting / EBM[5]

### Pulverbettbasiertes Schmelzen von Metallen mittels Leuchtdioden
Bei diesen Verfahren wird in einer Gasatmosphäre oder Vakuum mittels Leuchtdioden Metallpulver aufgeschmolzen und daraus eine Bauteilschicht generiert. Hierunter fallen unter anderem Verfahren mit den folgenden Bezeichnungen:
- Selective LED based Melting / SLEDM[2]

### Pulverbettbasiertes Schmelzen von Kunststoffen mittels Laserstrahl
Bei diesen Verfahren wird in einer Gasatmosphäre oder Vakuum mittels Laserstrahl Kunststoff- oder Kompositpulver aufgeschmolzen und daraus eine Bauteilschicht generiert. Hierunter fallen unter anderem Verfahren mit den folgenden Bezeichnungen:
- Laser-Sintern[4]

- Selective Laser Sintering / SLS[3]

### Pulverbettbasiertes Schmelzen von Kunststoffen mittels Infrarotstrahlung
Bei diesen Verfahren wird mittels Infrarotstrahlung Kunststoffpulver aufgeschmolzen und daraus eine Bauteilschicht generiert. Hierunter fallen unter anderem Verfahren mit den folgenden Bezeichnungen:
- Thermotransfer-Sintern[3][4][5]
- Selective Mask Sintering / SMS[3]
- Selective Heat Sintering / SHS[3]